# شاخونیا
شهر شاخونیا (به روسی: Шахунья) در کشور روسیه و در اوبلاست نیژنی نووگورود واقع شده‌است.